# 사이토 고야
사이토 고야(일본어: 斎藤 広野, 1986년 8월 5일 ~ )는 일본의 전 축구 선수이다.

## 구단 경력
과거 FC 마치다 젤비아, SC 사가미하라, 그루자 모리오카에서 활동하였다.